# 兵庫県道53号宍粟下徳久線
兵庫県道53号宍粟下徳久線（ひょうごけんどう53ごう しそうしもとくさせん）は、兵庫県宍粟市から佐用郡佐用町を結ぶ県道（主要地方道）である。

## 概要

### 路線データ

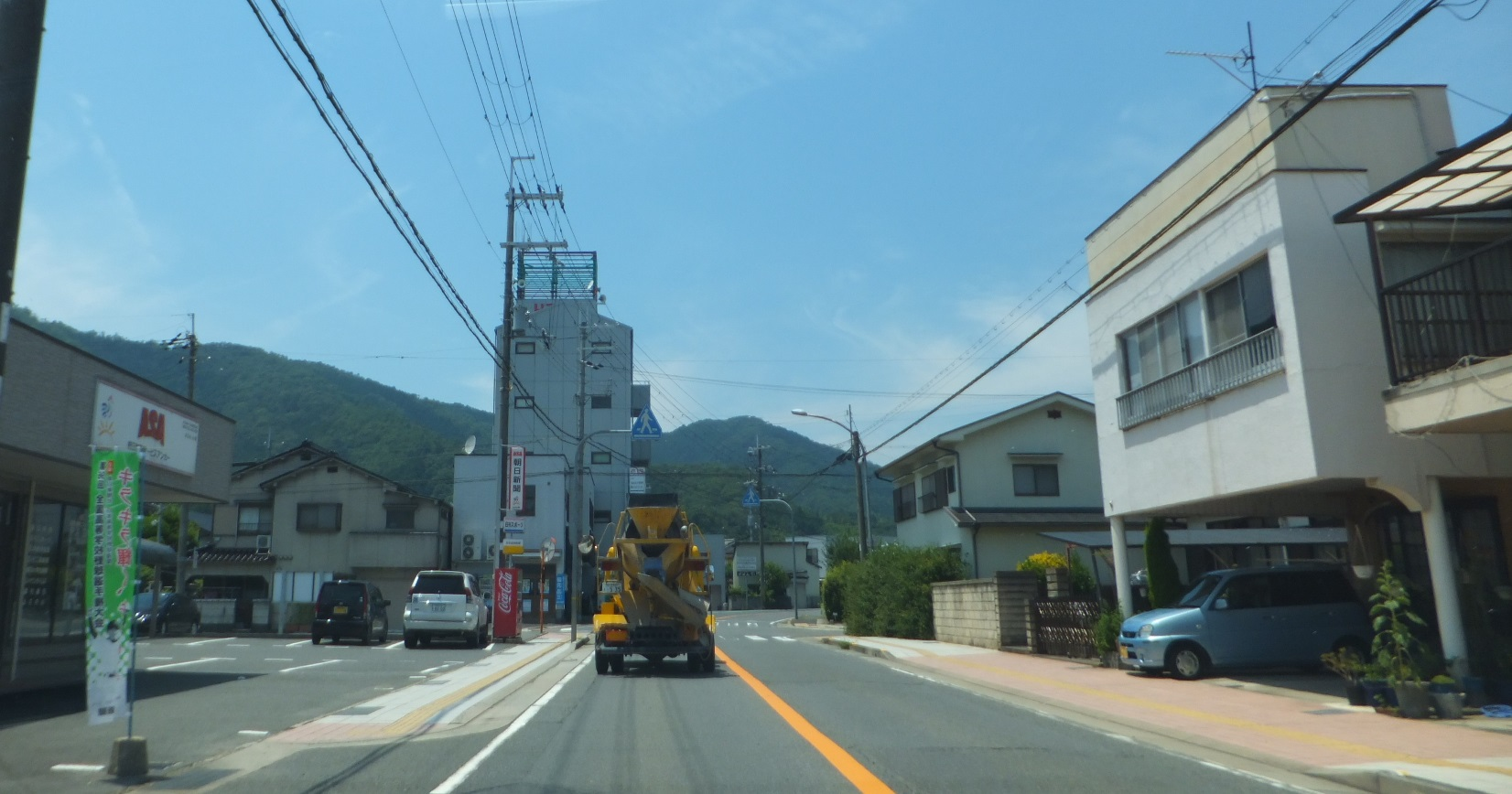
起点付近
宍粟市山崎町鹿沢

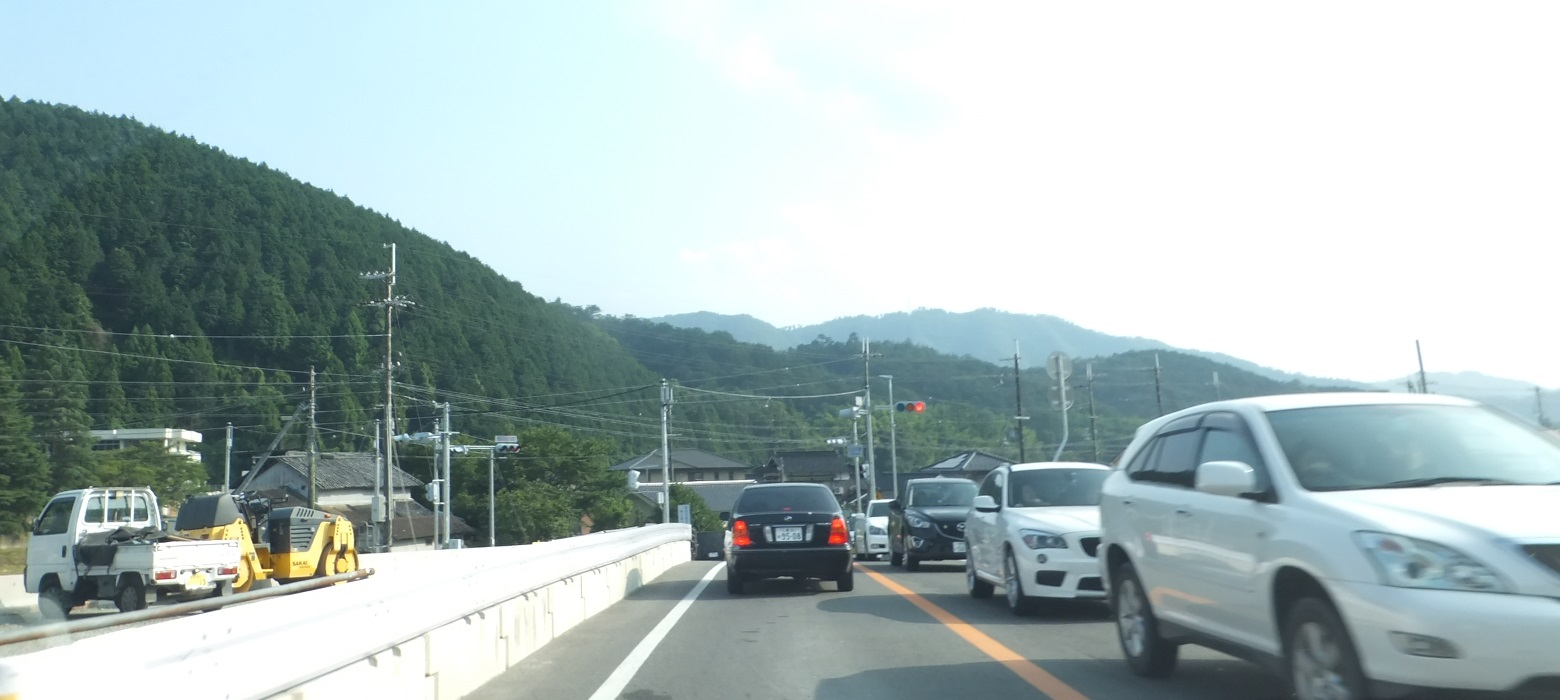
終点付近
佐用郡佐用町下徳久

- 起点：宍粟市山崎町中広瀬（中広瀬交差点、国道29号交点）
- 終点：佐用郡佐用町下徳久（太田井橋交差点、国道179号交点）
- 総延長：約22.884 km

## 歴史
- 1954年（昭和29年）
  - 1月20日 - 建設省（現・国土交通省）が主要地方道姫路津山線を指定。
  - 11月24日 - 兵庫県が主要県道姫路津山線を認定。整理番号は27。
- 1959年（昭和34年）11月1日 - 整理番号を25へ変更。
- 1964年（昭和39年）12月28日 - 建設省が主要県道姫路津山線の一部を山崎南光線として主要地方道に指定。
- 1966年（昭和41年）2月1日 - 兵庫県が主要県道25号姫路津山線を廃止し、主要県道53号山崎南光線を認定。
- 1993年（平成5年）5月11日 - 建設省から、主要県道山崎南光線が山崎南光線として主要地方道に再指定される[1]。
- 2006年（平成18年）4月1日 - 宍粟下徳久線へ改称。

## 路線状況

### 重複区間
- 兵庫県道433号塩田三日月線（宍粟市山崎町青木）
- 兵庫県道154号千種新宮線（宍粟市山崎町葛根 - 宍粟市山崎町土万）

## 地理

### 通過する自治体
- 宍粟市
- 佐用郡佐用町

### 交差する道路

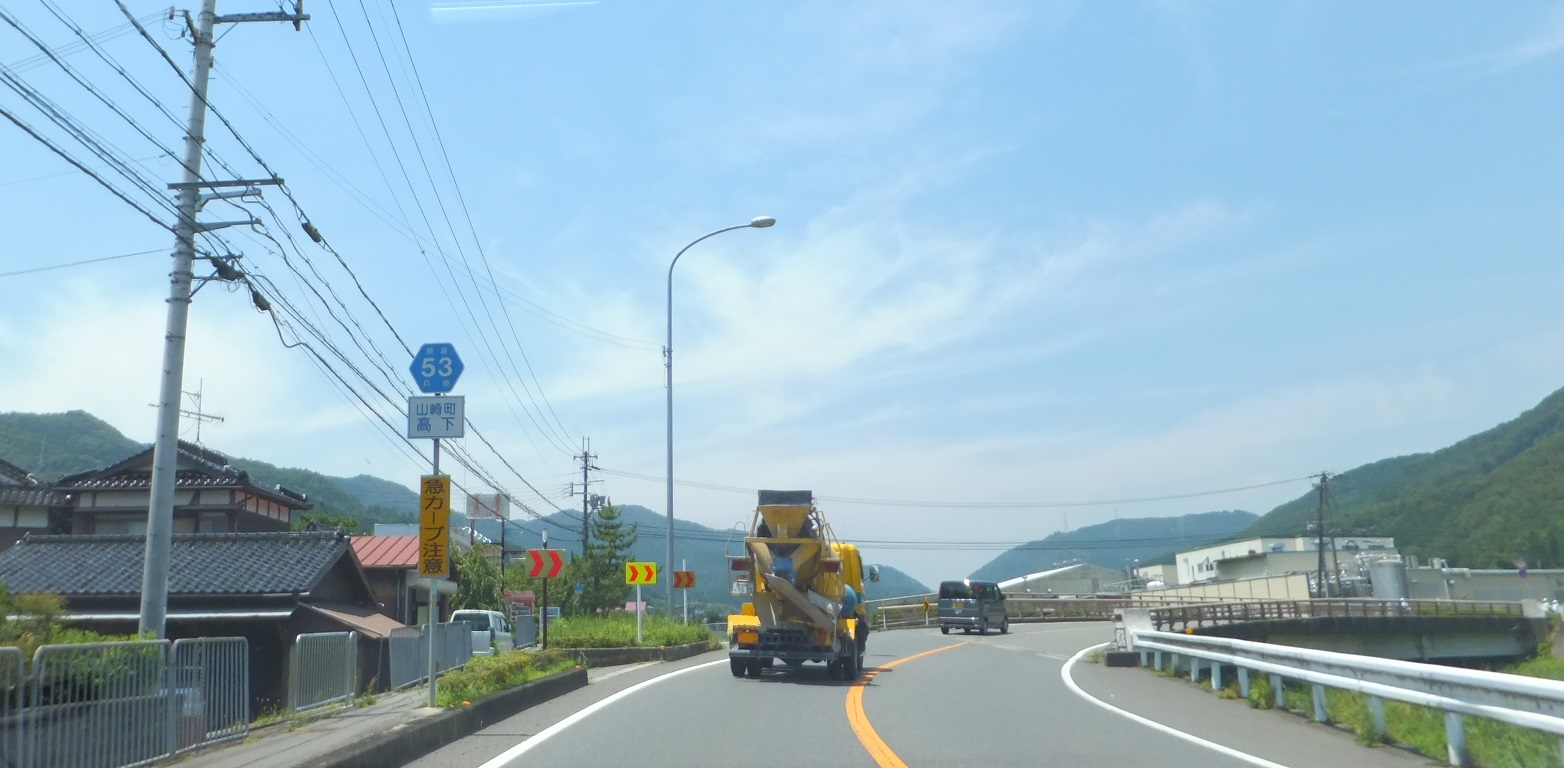
本道の標識
宍粟市山崎町高下

| 交差する道路                                                                | 市町村名 | 市町村名 | 交差する場所               | 交差する場所          |
| --------------------------------------------------------------------------- | -------- | -------- | -------------------------- | --------------------- |
| 国道29号 兵庫県道6号養父宍粟線 兵庫県道8号加美宍粟線 兵庫県道23号三木宍粟線 | 宍粟市   | 宍粟市   | 山崎町中広瀬（なかびろせ） | 中広瀬交差点 / 起点   |
| 兵庫県道44号相生宍粟線                                                      | 宍粟市   | 宍粟市   | 山崎町木谷                 |                       |
| 兵庫県道433号塩田三日月線 重複区間起点                                      | 宍粟市   | 宍粟市   | 山崎町青木                 |                       |
| 兵庫県道433号塩田三日月線 重複区間終点                                      | 宍粟市   | 宍粟市   | 山崎町青木                 |                       |
| 兵庫県道154号千種新宮線 重複区間起点                                        | 宍粟市   | 宍粟市   | 山崎町葛根（かずらね）     |                       |
| 兵庫県道154号千種新宮線 重複区間終点                                        | 宍粟市   | 宍粟市   | 山崎町土万（ひじま）       | 土万三差路交差点      |
| 鳥取県道・兵庫県道72号若桜下三河線                                          | 佐用郡   | 佐用町   | 下三河                     | 下三河交差点          |
| 兵庫県道547号横坂下徳久線                                                   | 佐用郡   | 佐用町   | 下徳久（しもとくさ）       |                       |
| 国道179号                                                                   | 佐用郡   | 佐用町   | 下徳久                     | 太田井橋交差点 / 終点 |